# パラタイン (イリノイ州)
パラタイン（英: Palatine）は、アメリカ合衆国イリノイ州のクック郡にある村。人口は6万7908人（2020年）。シカゴの北西45キロメートルに位置している。地名はドイツのプファルツ地方に由来している。
鉄道駅を中心に発展した村である。田園地帯の中にある静かな街だったが、1960年から2000年にかけて大規模な住宅地開発がありベッドタウン化した。パラタイン駅からメトラの通勤列車が利用できる。

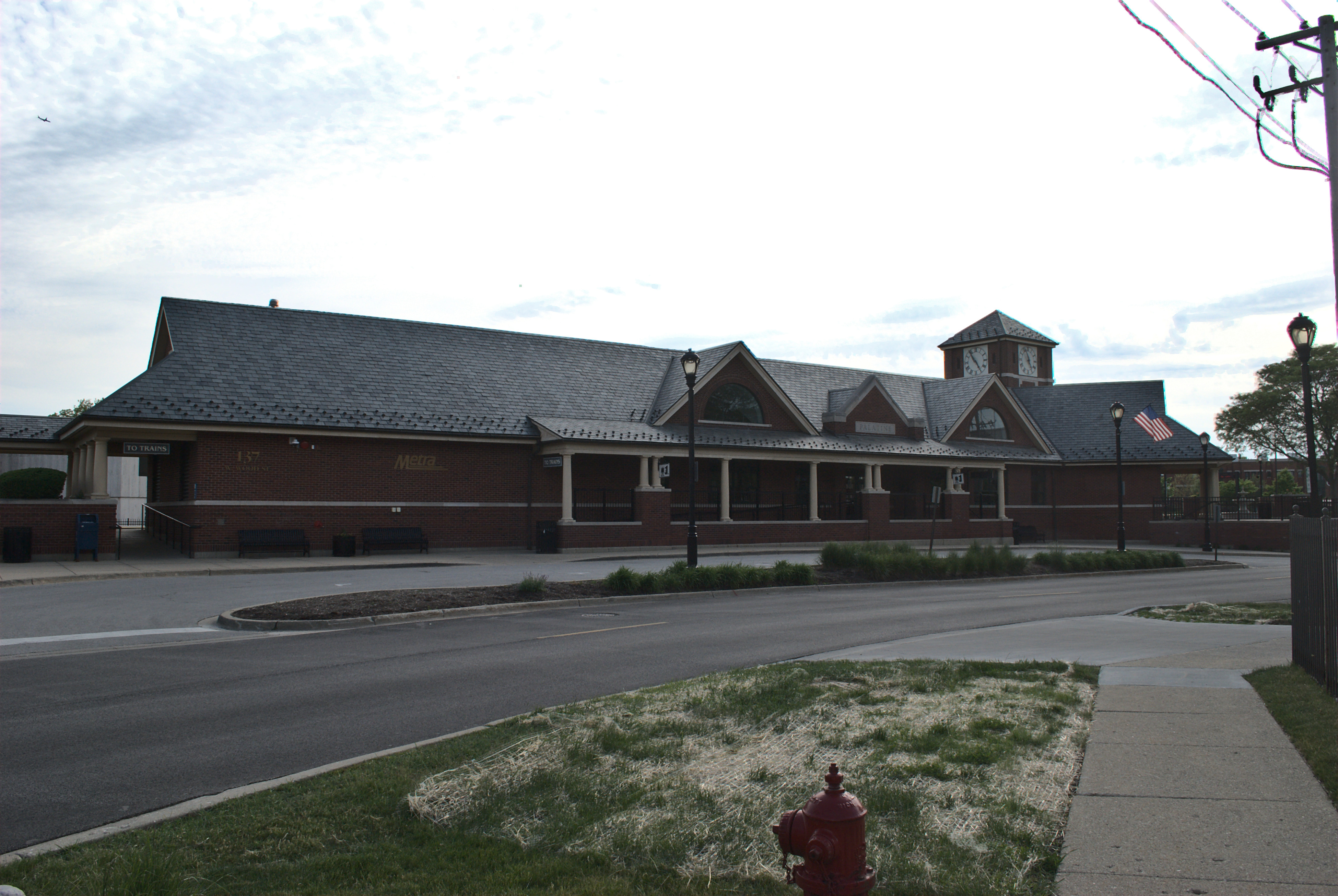
パラタイン駅